# Disco Boy
Pour les articles homonymes, voir Disco et Disco (homonymie).
Pour plus de détails, voir Fiche technique et Distribution.
Disco Boy est un film multinational écrit et réalisé par Giacomo Abbruzzese et sorti en 2023. Il s'agit d'une coproduction française, belge, polonaise et italienne.
Le film raconte les histoires entrelacées d'un membre de la Légion étrangère française et d'un homme dans un village du delta du Niger. Les rôles principaux sont interprétés par Franz Rogowski et Morr N'Diaye.
Il est présenté en février 2023 à la Berlinale 2023.

## Synopsis
Pour fuir sa Biélorussie natale, Aleksei rejoint la France pour s’engager dans la Légion étrangère. Il est rapidement envoyé en mission dans le delta du Niger, où il croise un jeune révolutionnaire nommé Jomo. Ce dernier tente de s'opposer aux compagnies pétrolières qui ont ravagé son village mais rêve aussi d'être danseur.

## Fiche technique
Sauf indication contraire, les informations mentionnées dans cette section peuvent être confirmées par les bases de données cinématographiques IMDb et Allociné,  présentes dans la section « Liens externes ».
- Titre original : Disco Boy
- Réalisation et scénario : Giacomo Abbruzzese
- Photographie : Hélène Louvart
- Montage : Giacomo Abbruzzese, Ariane Boukerche, Fabrizio Federico
- Musique : Vitalic
- Costumes : Pauline Jacquard, Marina Monge
- Production : Lionel Massol, Pauline Seigland
- Sociétés de production : Films Grand Huit, Panache Productions, Donten & Lacroix Films et Dugong Films ; avec le soutien du CNC, de La Réunion et d'Eurimages, SOFICA Cinéaxe et Cinémage, CVS Belgique, Breizh Film Fund, Centre Wallonie Bruxelles, Polish Film Institute et Podkarpacki Fundusz Filmowy
- Distribution : KMBO (France), Lucky Red (Italie)
- Pays de production :  France,  Belgique,  Pologne,  Italie
- Langues originales : français, anglais, polonais, igbo
- Format : couleur
- Genre : drame
- Durée : 92 minutes
- Dates de sortie :  
  - Allemagne : 19 février 2023 (Berlinale)
  - Italie : 9 mars 2023
  - France : 3 mai 2023

## Distribution
- Franz Rogowski : Aleksei
- Morr Ndiaye : Jomo
- Laetitia Ky : Udoka
- Leon Lučev : Paul, l'instructeur
- Robert Więckiewicz : Gavril
- Matteo Olivetti : Francesco
- Ash Goldeh : le videur
- Michal Balicki : Mikhail
- Mutamba Kalonji : Sunday
- Jéromine Chasseriaud : Chloé
- Tiffany Tatibouet Cox : Rachel Woods, la journaliste

## Production
Disco Boy est le premier long métrage du réalisateur et scénariste d'origine italienne Giacomo Abbruzzese, qui développe le film dans le cadre du programme de résidence d'artistes Cinéfondation initié par le Festival de Cannes. L'œuvre est produite par Films Grand Huit, Dugong Films, Panache Productions, Donten & Lacroix Films.

### Attribution des rôles
L'acteur allemand primé Franz Rogowski, qui avait déjà joué avec succès dans le film fantastique italien Freaks Out (2021), endosse le rôle d'Alex alors que le Gambien Morr N'Diaye, découvert grâce à sa participation au film documentaire Tumaranké (2018), signe pour le rôle de Jomo. Le personnage féminin d'Udoka est attribué à la militante, influenceuse et mannequin ivoirienne Laetitia Ky. D'autres rôles incluent le Croate Leon Lučev, l'Italien Matteo Olivetti, le Polonais Robert Więckiewicz et le Belge Mutamba Kalonji.

### Tournage
Le tournage débute en septembre 2021 en Île-de-France et doit durer 33 jours. L'équipe de tournage, dirigée par la directrice de la photographie primée Hélène Louvart, poursuit le tournage en octobre dans la partie polonaise des Carpates et sur l'île de La Réunion dans l'océan Indien.

### Musique
Le musicien Vitalic a travaillé pendant environ deux ans sur le projet de la bande originale du film. De ses dires, le réalisateur voulait une musique « verticale ». Vitalic imagine donc « quelque chose qui part de la Terre et qui monte vers le ciel ». N'étant pas habitué à faire des musiques d'ambiance, il a saisi l'occasion de la production de Disco Boy pour s'améliorer sur cet aspect de la musique qu'il connaissait mal.

## Accueil

### Sortie
La première du film se déroule en février 2023 dans le cadre de la Berlinale.

### Box-office
| Pays ou région | Box-office     | Date d'arrêt du box-office | Nombre de semaines |
| -------------- | -------------- | -------------------------- | ------------------ |
| France         | 15 437 entrées | en cours                   | 1                  |

Pour son premier jour d'exploitation en France, Disco Boy a réalisé 2 704 entrées, dont 865 en avant-premières, pour un total de 120 séances proposées. En comptant pour ce premier jour les avant-premières, le film se positionne en cinquième place du box-office des nouveautés pour sa journée de démarrage, derrière La Marginale (2 733) et devant La Gravité (2 010). Au bout d’une première semaine d’exploitation dans les salles françaises, le long-métrage totalise 15 437 entrées.

## Distinctions

### Récompenses
- Berlinale 2023 : Ours d'argent de la meilleure contribution artistique

### Nominations
- César 2024 : Meilleure musique originale